# Брава Олена
Олена Брава, біл. Алена Валер'еўна Брава (*18 серпня 1966) — білоруська письменниця.

## Біографія
Навчалася у початковій школі з англійським нахилом, потім — на факультеті журналістики БДУ. По закінченні навчання працювала в районній газеті Борисова, через деякий час з чоловіком та дочкою переїхала до Куби. У 1990 повернулася на батьківщину у рідний Борисів і працювала замісником головного редактора в районній газеті «Єдність».
Писати вірші почала у школі, автор поетичної збірки «На глибині коренів» (2002). Як прозаїк публікувалася у всіх ведучих літературних часописах Білорусі, колективних збірках «Оповідання — 2005», «І зірки над Берізкою — рікою». Авторка книги прози «Комендантська годинна для ластівок» («Художня література», серія «Дебют», 2004)

## Нагороди
- Глиняний Велес (2004, за збірник прози «Комендантська годинна для ластівок»)
- Franc-Tireur USA — Silver Bullet 2013[2]